# Castello di Fossa
Das Castello di Fossa ist die Ruine einer Höhenburg auf dem Monte Circolo in der  italienischen Gemeinde Fossa in der Provinz L’Aquila, aus der sich der erste Kern des mittelalterlichen Weilers bildete.

## Geschichte
Die eingefriedete Burg von Fossa ist ein typisches Ergebnis des Phänomens der Befestigung von Siedlungen, wie es im Mittelalter vorkam. Sie findet sich tatsächlich am höchsten Punkt des Dorfes am Osthang des Monte Circolo. Sie sammelte die Bevölkerung der zunächst vestinischen und dann römischen alten Stadt Aveia.
Die erste Siedlung stammt vom Beginn des 12. Jahrhunderts und bestand aus einem Bergfried auf dem Gipfel des Hügels und der befestigten Einfriedung in Trapezform, die die ersten Wohnhäuser enthielt. Die Entwicklung der Siedlung erstreckte sich später auch auf Bereiche außerhalb der Burgeinfriedung. Diese Form der eingefriedeten Burg war in dieser Gegend weit verbreitet, wie man an vergleichbaren Anlagen in San Pio delle Camere, Bariscano und Bominaco sieht.

## Beschreibung

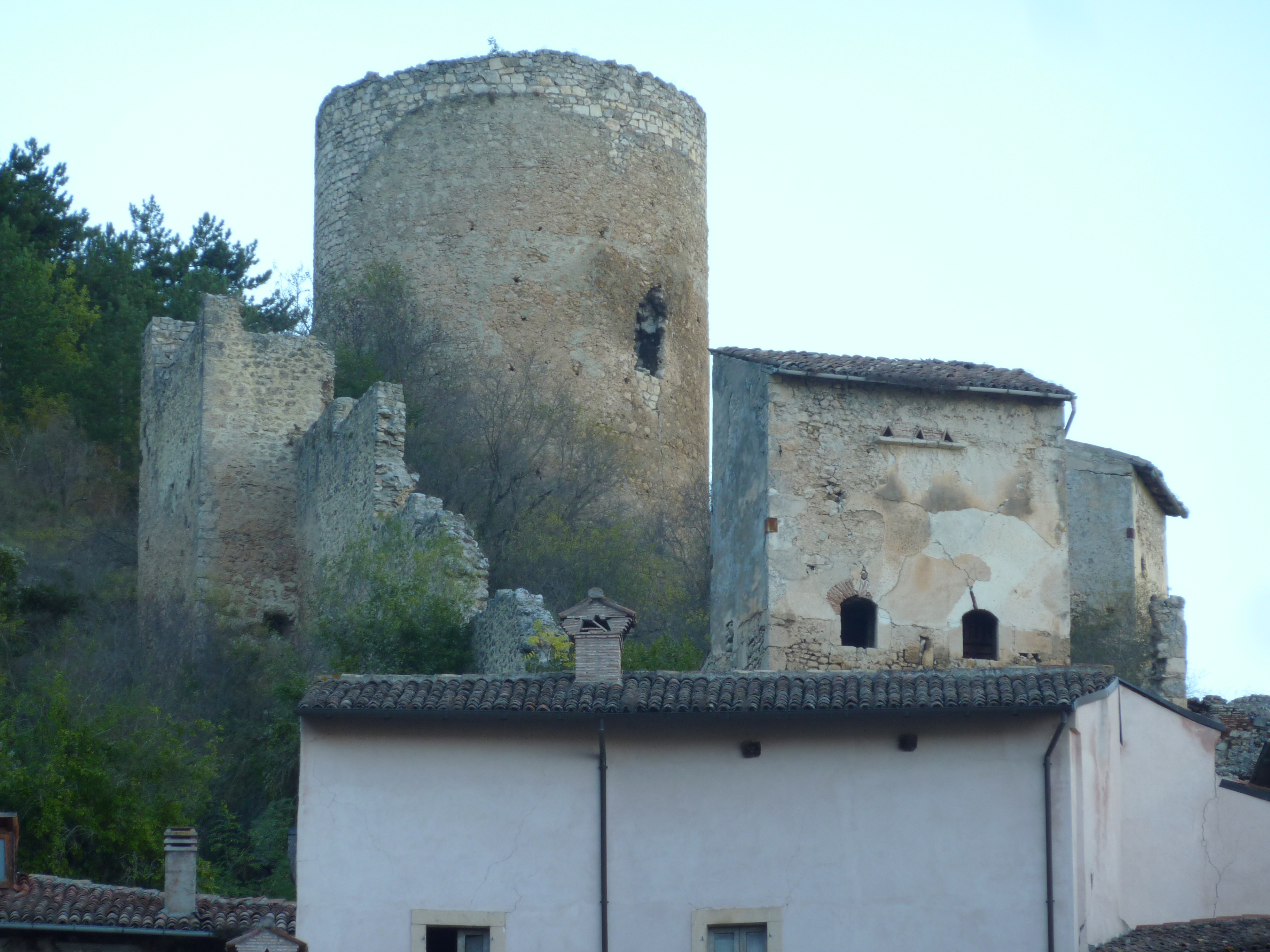
Bergfried

Der höchste Punkt der Burg besteht aus dem Bergfried mit kreisrundem Grundriss, von dem die Mauern ausgehen, die die trapezförmige Einfriedung begrenzen, die mit vier rechteckigen Türmen versehen ist. Der Bergfried müsste aus dem 12. oder 13. Jahrhundert stammen, wogegen der Rest der Anlage Ende des 13. oder Anfang des 14. Jahrhunderts entstanden sein muss.
Die Höhe der Umfassungsmauern liegt bei 8–10 Metern; sie sind über einen Meter dick und haben oben einen Wehrgang. Zwei Türme finden sich an den unteren Ecken der Einfriedung und dienten auch als Wohntürme. Ein weiterer Turm liegt an der Nordmauer, während der vierte an der Ostseite, neben dem südöstlichen, errichtet wurde.
Der Haupteingang in die Einfriedung befindet sich in der Nordostmauer und besteht aus einem großen Tor mit steinernem Kielbogen. Ein Ausfalltor liegt in der Nähe des Südwestturms.
Der Bergfried ist 17 Meter hoch und hat einen Durchmesser von 8 Metern. Er besitzt keine Tür, sondern ist über eine Treppe zugänglich, die ins Innere zurückgezogen werden konnte. Eine Zugbrücke verband den Bergfried mit dem Wehrgang auf der Umfassungsmauer.